# Leptotes pohlitinocoi
Leptotes pohlitinocoi es una especie de orquídea epífita de crecimiento cespitoso donde habita en las áreas más secas de la Mata Atlántica en el sur de Bahía en Brasil. Las plantas son pequeñas, y por morfología vegetal podría ser comparada a las pequeñas Brassavola, debido a su hojas rollizas. Sin embargo, a pesar de esta similitud, se relacionan más estrechamente con los géneros Loefgrenianthus, Pseudolaelia y Schomburgkia.

## Descripción
Presenta un rizoma corto y pseudobulbos muy pequeñas que de manera casi imperceptible se extienden en una larga hoja cilíndrica, erecta o colgante, que tiene un surco más o menos profundo en el haz. La inflorescencia es apical, corta, y contiene algunas flores tumbadas muy vistosas. Las flores suelen ser de color rosado, con el labio manchado de color púrpura. Los pétalos y sépalos son similares, pero los pétalos, a menudo, tienen colores más intensos, la labio es trilobulado, y tiene garras que se aferran a los lados de columna. Esta es breve y tiene seis polinias de tamaños desiguales, cuatro grandes y dos pequeños.
Pertenece al grupo de hojas largas y flores estrechas. Puede ser reconocido como morfológicamente muy similar a Leptotes bicolor, pero tienen las flores de color rosa y un poco más pequeñas que el segundo.